# Ryan Babel
Ryan Guno Babel (* 19. Dezember 1986 in Amsterdam) ist ein ehemaliger niederländischer Fußballspieler surinamischer Abstammung.

## Karriere

### Verein

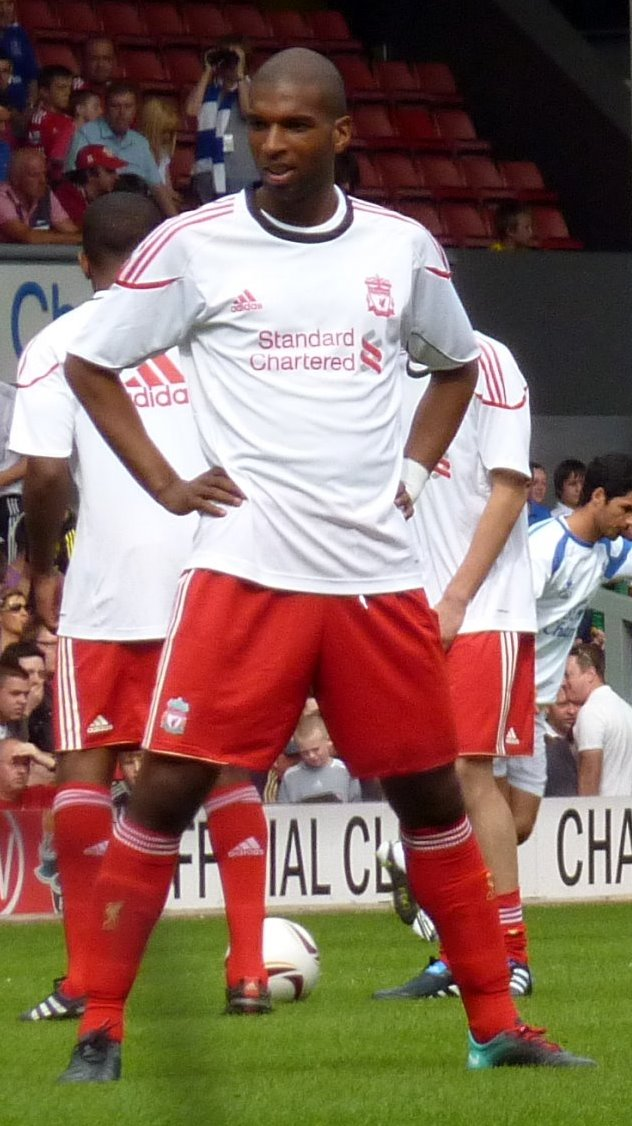
Babel in Liverpool, 2010

Babel begann das Fußballspielen beim SV Diemen und wechselte dann zu Fortius Amsterdam. Nachdem er im ersten Anlauf, zu seinem Traumverein Ajax Amsterdam zu kommen, noch gescheitert war, wurde er 1998 von den Ajax-Scouts entdeckt und kam in die Ajax-Jugend. Bereits als 16-Jähriger stand er im Aufgebot der ersten Mannschaft. Mit der U19 konnte er zwei Jahre später den A-Jugend-Meistertitel erringen und schließlich 2004 sein Erstligadebüt feiern.
Ab der Saison 2004/05 kam Babel regelmäßig in der ersten Mannschaft zum Einsatz, erzielte in 111 Pflichtspielen 24 Tore und konnte elf vorbereiten. Er gewann mit Ajax einmal den nationalen Meistertitel, zweimal den KNVB-Pokal sowie dreimal in Folge den niederländischen Supercup. Zur Saison 2007/08 wechselte der Angreifer für 18 Millionen € zum FC Liverpool und unterschrieb dort einen Fünfjahresvertrag. Am 1. September 2007 gelang ihm gegen Derby County sein erster Premier-League-Treffer.
Im Januar 2011 wechselte Babel in die Bundesliga zur TSG 1899 Hoffenheim. Er unterschrieb einen Vertrag über zweieinhalb Jahre bis zum 30. Juni 2013 mit Option auf ein weiteres Jahr und erhielt die Rückennummer 10. Seinen ersten Pflichtspieleinsatz hatte er am 26. Januar 2011 im DFB-Pokal-Viertelfinalspiel beim FC Energie Cottbus. In seinem zehnten Bundesligaspiel erzielte er am 9. April 2011 beim SC Freiburg seinen ersten Treffer für Hoffenheim; die TSG verlor dennoch mit 2:3. Am 29. August 2012 einigte sich Babel mit dem Verein auf eine Vertragsauflösung.
Daraufhin kehrte Babel im Sommer 2012 zu Ajax Amsterdam zurück. Er unterschrieb einen Einjahresvertrag und absolvierte 22 Pflichtpartien, in denen ihm fünf Tore und sieben Assists gelangen. Zum zweiten Mal gewann der Flügelspieler mit den Hauptstädtern die Meisterschaft, scheiterte in der Champions League aber schon in der Gruppenphase.
Zum Sommer 2013 wechselte er mit seinem Vertragsende bei Ajax ablösefrei in die türkische Süper Lig zu Kasımpaşa Istanbul. Bei den İstanbulern unterschrieb er einen Dreijahresvertrag. Für den türkischen Erstligisten kam er in zwei Spielzeiten zu 58 Einsätzen und erzielte 14 Tore. Im Sommer 2015 wechselte er zum saudi-arabischen al Ain Club. Nach lediglich acht Einsätzen in einem Jahr schloss sich der Außenstürmer Deportivo La Coruña an, mit dem er lediglich Tabellensechzehnter wurde. 
Im Januar 2017 wechselte Babel zurück in die Süper Lig zu Beşiktaş Istanbul und gewann mit der Mannschaft die türkische Meisterschaft. Mitte Januar 2019 wurde eine halbjährige Leihe zum Premier-League-Aufsteiger FC Fulham bekanntgegeben. Mit den Londonern stieg Babel am Saisonende als Tabellenvorletzter ab. 
Am 28. Juni 2019 gab Galatasaray Istanbul die Verpflichtung des Niederländers bekannt. Er unterschrieb bei den Gelb-Roten einen Dreijahresvertrag. Noch vor Saisonbeginn gewann Babel mit den Türken den nationalen Superpokal und ging als Stammkraft in die Saison. Das Ausscheiden aus der Champions League als Gruppenletzter verpasste er aufgrund einer Knieverletzung, konnte innerhalb der Winterpause aber wieder genesen. Anfang Januar 2020 folgte dann ein Leihgeschäft bis Saisonende mit seinem alten Verein Ajax. Zum 1. Juli 2020 kehrte er schließlich zu Galatasaray zurück. Nachdem sein Vertrag im Sommer 2022 ausgelaufen war, wechselte er ablösefrei in die 2. Liga zu Eyüpspor.

### Nationalmannschaft

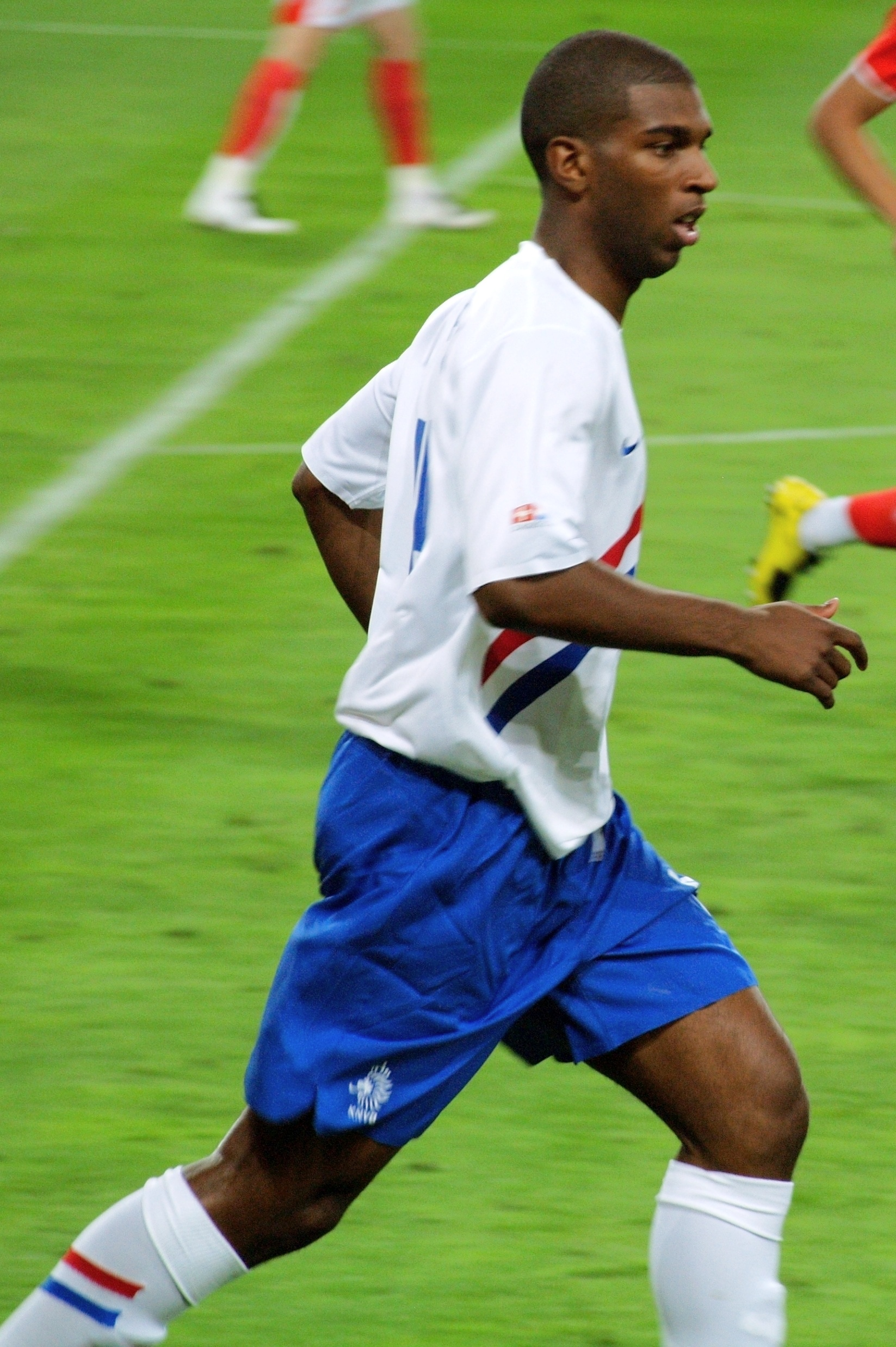
Babel im Nationaltrikot

Bei seinem ersten Einsatz für die niederländische Fußballnationalmannschaft am 26. März 2005 (2:0-Sieg gegen Rumänien) führte sich der U21-Europameister von 2007 gleich mit einem Tor ein und mit 18 Jahren war er dabei der jüngste Nationalmannschaftstorschütze seit über 60 Jahren. Er gehörte zum niederländischen Aufgebot für die WM 2006 in Deutschland, wo er im Vorrundenspiel gegen Argentinien eingewechselt wurde. Babel war noch vor seinem Vereinskollegen Hedwiges Maduro der jüngste Spieler in der niederländischen Auswahl.
Ryan Babel wurde im Zuge der Nominierung für die EM 2008 in den Kader berufen, verletzte sich aber beim Training am 31. Mai 2008 und zog sich dabei einen Bänderriss im Knöchel zu. Wenige Tage später wurde er in den erweiterten Olympiakader für die Spiele in Peking berufen. Später kam es zur endgültigen Nominierung für Olympia. Im Viertelfinale schied das Team dann gegen den späteren Sieger Argentinien aus.
Die WM 2010 in Südafrika musste der Stürmer von der Bank aus verfolgen, Oranje gelangte bis ins Finale, unterlag dort jedoch Spanien. 

### Musik
Am 21. Juni 2008 veröffentlichte der niederländische Rapper Darryl zusammen mit Ryan Babel und zwei weiteren niederländischen Künstlern den Song „Eeyeeyo“. 
Anfang 2010 brachte Babel (aka Rio) zusammen mit JR (Vurnon Anita), Lerra F (Leroy Fer) & Priester (Mitchell Burgzorg) das Stück Misgunners heraus. Diese Nummer ist ein Remix zu Drakes „Forever“.

## Titel und Erfolge
Ajax Amsterdam
- Niederländischer A-Jugend-Meister: 2004
- Niederländischer Meister: 2004, 2013
- Niederländischer Pokalsieger: 2006, 2007
- Niederländischer Supercupsieger: 2005, 2006, 2007

Beşiktaş Istanbul
- Türkischer Meister: 2017

Galatasaray Istanbul
- Türkischer Supercupsieger: 2019

Niederlande
- U21-Europameister: 2007